# Gomeznarro (Segovia)
Gomeznarro es una localidad española del municipio de Fresno de Cantespino, perteneciente a la provincia de Segovia, en la comunidad autónoma de Castilla y León. Está ubicada en la falda de la sierra de Ayllón, entre Riaza y Ayllón.

## Geografía
Gomeznarro está bañado por el río Riaza y por sus proximidades pasa la Cañada Real Soriana Occidental. A destacar las vistas desde la plaza de toda la sierra de Ayllón con la Ermita a la Virgen de Hontanares y la estación de esquí de La Pinilla.

## Historia
Gomeznarro fue fundado por caballeros navarros en el siglo XII. Hasta el siglo XIX esta pequeña población se llamaba Gómez Naharro, a partir de entonces empezó a llamarse como actualmente. En el siglo XVI su iglesia que estaba situada en la plaza del pueblo, sufrió un incendio que la destruyó por completo.
En el Diccionario geográfico y estadístico de España (1826) (Sebastián Miñano) se describe:

GÓMEZ NAHARRO , L. S. de España, provincia y obispado de Segovia, partido del Fresno. A. P., 7 vecinos, 31 habitantes, 1 parroquia , 1 pósito. Situado en la margen izquierda del río Riaza , que lleva sus aguas al Duero, lindando con término de Aldeanueva del Monte, Cinco-villas y Alquite. Produce granos y buenos pastos para la cría de ganados. Dista 11 leg. de la capital. Contribuye 610 rs. 9 mrs. Derechos enagenados 71 rs. 8 mrs.

Hacia mediados del siglo XIX, el lugar tenía contabilizada una población de 27 habitantes. Aparece descrito en el octavo volumen del Diccionario geográfico-estadístico-histórico de España y sus posesiones de Ultramar de Pascual Madoz de la siguiente manera:

GOMEZ-NAHARRO: l. con ayunt. de la prov. y dióc. de Segovia (13 leg.), part. jud. de Riaza (1), aud. terr. y c. g. de Madrid (25): sit. en una hondonada; entre 2 cerros ó cordilleras y á las márg. del r. Riaza: le combaten con mas frecuencia el viento S.: y su clima es propenso á tercianas. Tiene 7 casas y una igl. parr. arruinada; aneja de la de Cincovillas. El térm. se estiende 1/2 leg. de N. á S.; é igual distancia de E. á O. y confina N. Pajares; E. Cinco-villas; S. Riaza, y O. Aldeanueva del monte; comprende unas 4,000 obradas de tierra de 300 estadales; bastante monte de roble, que circuye el l.; y muchos pastos, y prados y le atraviesa el r. Riaza que pasa inmediato á las casas, cuyas aguas utilizan los vec. para sus usos y el de los ganados; y dan impulso á las ruedas de 3 molinos de harina. El terreno es de mediana calidad. caminos: los que dirigen á los pueblos limítrofes. correos: se reciben de la cab. del part. prod.: trigo, cebada, centeno y yerbas; mantiene ganado lanar, vacuno y cabrio; cria caza de liebres, conejos y perdices; y pesca menor. ind. y comercio: la agrícola, los molinos harineros ya referidos y ganadería. pobl.: 5 1/2 vec., 27 alm. cap. imp.: 8,795 rs. contr.: segun el cálculo general y oficial de la prov. 20'72 por 100.
(Madoz, 1847, p. 441)

En 1846, las localidades de Cincovillas, Gomeznarro y Pajares de Fresno se agrupan, de mutuo acuerdo, para poder administrarse mejor, situándose la sede del ayuntamiento en Pajares de Fresno.
En 1970 Pajares de Fresno junto a sus anejos de Cincovillas y Gomeznarro pasan a ser núcleos o barrios del municipio de Fresno de Cantespino por decreto ley.

## Demografía
| 6             | 9 | 9 | 6 | 8 | 6 | 7 | 7 | 8 | 6 | 7 | 9 |
| (Fuente: INE) |   |   |   |   |   |   |   |   |   |   |   |

- «Instituto Nacional de Estadística». Archivado desde el original el 4 de marzo de 2016. Consultado el 1 de marzo de 2010.

## Cultura
En el centro social de la asociación de vecinos "San Nicolás" se encuentra un mural de extraordinaria belleza realizado por el reconocido pintor cántabro Julián Santamaria. Es un cuadro que representa el entorno del pueblo con la sierra de Ayllón en las cuatro estaciones del año. A destacar el nacimiento (Belén) que se construye en Navidad todos los años expuesto en el Centro Social desde diciembre hasta febrero.

## Fiestas
- Fiestas populares: segundo fin de semana de agosto, son fiestas que cada año giran en torno a una temática, realizándose decorados y disfraces relativos al tema.
- Fiesta patronal: El 6 de diciembre en honor al patrón "San Nicolas de Bari"